# Hydroides uniformis
Hydroides uniformis är en ringmaskart som beskrevs av Imajima och ten Hove 1986. Hydroides uniformis ingår i släktet Hydroides och familjen Serpulidae. Inga underarter finns listade i Catalogue of Life.